# Bolívar soberano
A moeda bolívar soberano (sinal: Bs.S. ou Bs.; plural: bolívares soberanos; ISO 4217 código: VES) foi implantada em 20 de agosto de 2018 na Venezuela para substituir o bolívar que havia entrado na hiperinflação. As notas da nova moeda serão emitidas em denominações de 2, 5, 10, 20, 50, 100, 200 e 500 bolívares soberanos.
Em junho de 2018, a inflação anual da Venezuela atingiu 46.000%. No final de julho de 2018, o presidente Nicolás Maduro anunciou que a reforma seria realizada em 20 de agosto de 2018 a uma taxa de 100.000: 1. Foi também anunciado que a nova moeda será vinculada ao petro, uma criptomoeda venezuelana. Simultaneamente, desde 20 de agosto, o salário foi aumentado, o que equivale a 1.800 bolívares soberanos.